# Biliran (Biliran)
Biliran ist eine philippinische Stadtgemeinde in der Provinz Biliran. Sie hat 16.882 Einwohner (Zensus 1. August 2015).

## Baranggays
Biliran ist politisch unterteilt in elf Baranggays.
- Bato
- Burabod
- Busali
- Hugpa
- Julita
- Canila
- Pinangumhan
- San Isidro (Pob.)
- San Roque (Pob.)
- Sanggalang
- Villa Enage (Baras)